# 安達峰一郎記念賞
安達峰一郎記念賞（あだちみねいちろうきねんしょう）は、国際法の優秀な研究者個人に対して贈られる日本の学術賞。国際法の研究者である安達峰一郎の生誕100年を記念して1968年（昭和43年）に発足した。公益財団法人安達峰一郎記念財団が主催者。受賞資格に「概ね50歳まで」とあるように若手・中堅の学者を対象としている。

## 受賞者一覧
| 回 | 年       | 受賞者                   | 受賞時の職                     | 受賞対象 |
| -- | -------- | ------------------------ | ------------------------------ | --- |
| 1  | 昭和43年 | 佐藤和男                 | 拓殖大学政経学部教授           | 『国際経済機構の研究』新生社、1967年。 |
| 2  | 昭和44年 | 広瀬善男                 | 明治学院大学教授               | 「国家及び政府承認の国際法構造：承認法の史的展開」全5回『明治学院論叢』および『明治学院論叢研究年報：法学』、1967 - 1968年。                                                                                          |
| 2  | 昭和44年 | 三好正弘                 | 中京大学教授                   | 「国連の強制行動：実行におけるその意味」『法学研究』（慶応義塾大学）42巻1号、1969年。 |
| 3  | 昭和45年 | 深津栄一                 | 日本大学法学部教授             | 『国際社会における法適用過程の研究』有信堂、1969年。 |
| 4  | 昭和46年 | 関野昭一                 | 国学院大学法学部教授           | 「任意条項に基づく義務的裁判制度の現状と問題」（『国学院法学』8巻3号、1971年）に関する一連の研究 |
| 4  | 昭和46年 | 広瀬和子                 | 東京大学助手                   | 『紛争と法：システム分析による国際法社会学の試み』勁草書房。 |
| 5  | 昭和47年 | 内田久司                 | 東京都立大学助教授             | 「安全保障理事会の表決における棄権と欠席」『東京都立大学法学会雑誌』10巻1号・11巻2号、1969 - 1971年。 |
| 6  | 昭和48年 | 杉原高嶺                 | 北海道大学助教授               | 国際司法裁判所における勧告的意見機能の発展 |
| 7  | 昭和49年 | 藤田久一                 | 関西大学助教授                 | 「民族解放戦争と戦争法」田畑茂二郎『変動期の国際法：田畑茂二郎先生還暦記念』（有信堂、1973年）所収。 |
| 8  | 昭和50年 | 本間浩                   | 国会図書館調査立法考査局       | 『政治亡命の法理』早稲田大学出版部。 |
| 8  | 昭和50年 | 大沼保昭                 | 東京大学法学部助教授           | 『戦争責任論序説：「平和に対する罪」の形成過程におけるイデオロギー性と拘束性』東京大学出版会。※初出：「「平和に対する罪」の形成過程」全6回『国家学会雑誌』87巻・88巻。                                                |
| 9  | 昭和51年 | 小寺初世子               | 広島女子大学教授               | 「人権条約の履行確保」『国際法外交雑誌』74巻5号、1976年。 |
| 10 | 昭和52年 | 川島慶雄                 | 大阪大学法学部教授             | 「庇護権の性質と内容：国際法と国内法の比較検討」『阪大法学』（大阪大学）97・98合併号。 |
| 11 | 昭和53年 | 落合淳隆                 | 拓殖大学教授                   | 『石油と国際法』敬文堂。 |
| 12 | 昭和54年 | 栗林忠男                 | 慶應義塾大学教授               | 『航空犯罪と国際法』三一書房。 |
| 13 | 昭和55年 | 横田洋三                 | 国際基督教大学教養学部教授     | 「国際組織の法構造：機能的統合説の限界」『国際法外交雑誌』77巻6号、1979年。 |
| 14 | 昭和56年 | 臼杵知史                 | 北海道大学助手                 | 国際法における権利濫用の成立様態 |
| 15 | 昭和57年 | 東泰介                   | 大阪外国語大学教授             | 「国連安全保障理事会の拒否権制度の再検討」全2回『国際法外交雑誌』79巻、1980 - 1981年。 |
| 16 | 昭和58年 | 小寺彰                   | 東京都立大学助教授             | 「国際機構の法的性格に関する一考察：国際機構締結条約を素材として」全4回『国家学会雑誌』93～99巻、1980 - 1986年。 |
| 16 | 昭和58年 | 岩沢雄司                 | 大阪市立大学助教授             | 『条約の国内適用可能性：いわゆる“Self‐executing”な条約に関する一考察』有斐閣、1985年。※初出：『法学協会雑誌』連載・全6回。                                                                                            |
| 17 | 昭和59年 | 島田征夫                 | 早稲田大学教授                 | 『庇護権の研究』成文堂、1983年。 |
| 18 | 昭和60年 | 森川俊孝                 | 山形大学助教授                 | 「コンセッションに関する国際承継法の形成と展開」全6回『山形大学紀要：社会科学』12巻～19巻、1982 - 1989年。 / 「非植民地化と既得権の法理」全2回『国際法外交雑誌』81巻・82巻、1982 - 1983年。                           |
| 19 | 昭和61年 | 村瀬信也                 | 立教大学教授                   | 「国際立法学の存在証明」浦野起央・牧田幸人編『現代国際社会の法と政治：深津栄一先生還暦記念論文集』北樹出版、1985年所収。 / 「現代国際法における法源論の動揺：国際立法論の前提的考察として」『立教法学』25号、1985年。 |
| 20 | 昭和62年 | 黒澤満                   | 新潟大学教授                   | 『軍縮国際法の新しい視座：核兵器不拡散体制の研究』有信堂高文社。 |
| 21 | 昭和63年 | 中谷和弘                 | 東京大学助教授                 | 「経済制裁の国際法上の機能とその合法性：国際違法行為の法的結果に関する一考察」全6回『国家学会雑誌』100巻・101巻、1987 - 1988年。                                                                                      |
| 22 | 平成元年 | 兼原敦子                 | 帝京大学専任講師               | 「大陸棚の境界画定における衝平の原則：慣習国際法の形成過程の視点に基づいて」全3回『国家学会雑誌』101巻、1988年。 |
| 23 | 平成2年  | 奥脇直也                 | 立教大学教授                   | 「現代国際法における合意基盤の二層性：国連システムにおける規範形成と秩序形成」『立教法学』33号、1989年。 |
| 23 | 平成2年  | 位田隆一                 | 京都大学教授                   | 「「開発の国際法」理論：フランス国際法学の一端」『日仏法学』16号、1988年。 |
| 24 | 平成3年  | 佐藤哲夫                 | 一橋大学助教授                 | 「国際組織設立文書の解釈プロセス：法創造的解釈をめぐって」全3回『法学研究：一橋大学研究年報』1986年 - 1990年。 |
| 25 | 平成4年  | 高島忠義                 | 愛知県立大学助教授             | 『ロメ協定と開発の国際法』成文堂。 |
| 26 | 平成5年  | 柳原正治                 | 九州大学教授                   | 「ヴォルフの国際法理論：意思国際法概念を中心として」全6回『法政研究』（九州大学）1989年 - 1997年。※受賞時は第4回まで                                                                                                  |
| 27 | 平成6年  | 植木俊哉                 | 東北大学助教授                 | 「国際組織の国際責任に関する一考察：欧州共同体の損害賠償責任を手がかりとして」全7回『法学協会雑誌』105巻・108巻・110巻、1988年 - 1993年。                                                                             |
| 28 | 平成7年  | 小森光夫                 | 千葉大学教授                   | 「一般国際法の法源の慣習法への限定とその理論的影響」全2回『千葉大学法学論集』1994年。 |
| 29 | 平成8年  | 森川幸一                 | 専修大学助教授                 | 「国際連合の強制措置とその法の支配：安全保障理事会の裁量権の限界をめぐって」全2回『国際法外交雑誌』1994年 - 1995年。                                                                                                  |
| 30 | 平成9年  | 北村泰三                 | 熊本大学教授                   | 『国際人権と刑事拘禁』日本評論社。 |
| 31 | 平成10年 | 該当者なし               | 該当者なし                     | 該当者なし |
| 32 | 平成11年 | 明石欽司                 | 新潟国際情報大学助教授         | Cornelius van Bynkershoek: His Role in the History of International Law, The Hague : Kluwer Law International, 1998. ISBN 9041105999                                                                                  |
| 33 | 平成12年 | 申惠丰                   | 青山学院大学法学部助教授       | 『人権条約上の国家の義務』日本評論社 |
| 34 | 平成13年 | 森田章夫                 | 東京都立大学教授               | 『国際コントロールの理論と実行』東京大学出版会 |
| 35 | 平成14年 | 該当者なし               | 該当者なし                     | 該当者なし |
| 36 | 平成15年 | 該当者なし               | 該当者なし                     | 該当者なし |
| 37 | 平成16年 | 寺谷広司                 | 東京大学法学研究科助教授       | 『国際人権の逸脱不可能性：緊急事態が照らす法・国家・個人』有斐閣。 / ｢国際人権の基礎：国際人権はいかにして可能か」『ジュリスト』1244号、2003年。                                                                      |
| 38 | 平成17年 | 坂元茂樹                 | 神戸大学大学院法学研究科教授   | 『条約法の理論と実際』東信堂。 |
| 39 | 平成18年 | 該当者なし               | 該当者なし                     | 該当者なし |
| 40 | 平成19年 | 児矢野マリ               | 静岡県立大学准教授             | 『国際環境法における事前協議制度：執行手段としての機能の展開』有信堂高文社 |
| 41 | 平成20年 | 李禎之（り・よしゆき）   | 長崎県立大学シーボルト校准教授 | 『国際裁判の動態』信山社。 |
| 42 | 平成21年 | 森肇志                   | 首都大学東京教授               | 『自衛権の基層：国連憲章に至る歴史的展開』東京大学出版会 |
| 43 | 平成22年 | 和仁健太郎               | 大阪大学大学院准教授           | 『伝統的中立制度の法的性格：戦争に巻き込まれない権利とその条件』東京大学出版会 |
| 43 | 平成22年 | 許淑娟（ホウ・スギョン） | 立教大学法学部准教授           | 「領域権原論再考」全6回『国家学会雑誌』122巻、2009年。 |
| 44 | 平成23年 | 阿部達也                 | 青山学院大学准教授             | 『大量破壊兵器と国際法：国家と国際監視機関の協働を通じた現代的国際法実現プロセス』東信堂 |
| 44 | 平成23年 | 佐藤宏美                 | 防衛大学校准教授               | 『違法な命令の実行と国際刑事責任』有信堂高文社 |
| 45 | 平成24年 | 該当者なし               | 該当者なし                     | 該当者なし |
| 46 | 平成25年 | 玉田大                   | 神戸大学大学院法学研究科准教授 | 『国際裁判の判決効論』有斐閣 |
| 47 | 平成26年 | 水島朋則                 | 名古屋大学大学院法学研究科教授 | 「投資仲裁判断の執行に関する問題」（経済産業研究所ディスカッションペーパー） / 『主権免除の国際法』名古屋大学出版会                                                                                                   |
| 48 | 平成27年 | 山田卓平                 | 龍谷大学法学部教授             | 『国際法における緊急避難』有斐閣 |
| 49 | 平成28年 | 萬歳寛之                 | 早稲田大学法学学術院教授       | 『国際違法行為責任の研究：国家責任論の基本問題』成文堂 |
| 50 | 平成29年 | 中島啓                   | 国際司法裁判所法務官補         | 『国際裁判の証拠法論』信山社 |
| 51 | 平成30年 | 石井由梨佳               | 防衛大学校准教授               | 『越境犯罪の国際的規制』有斐閣 |
| 52 | 2019年   | 該当者なし               | 該当者なし                     | 該当者なし |
| 53 | 2020年   | 該当者なし               | 該当者なし                     | 該当者なし |
| 54 | 2021年   | 安藤貴世                 | 日本大学危機管理学部教授       | 『国際テロリズムに対する法的規制の構造：テロリズム防止関連諸条約における裁判管轄権の検討』国際書院 |
| 55 | 2022年   | 加藤陽                   | 近畿大学法学部准教授           | 『多元主義の国際法：国連法と人権法の交錯』信山社 |
| 55 | 2022年   | 根岸陽太                 | 西南学院大学法学部准教授       | Conventionality Control of Domestic Law,Baden-Baden:Nomos Publishing. |
| 56 | 2023年   | 藤澤巌                   | 千葉大学社会科学研究院教授     | 『内政干渉の国際法：法の適用問題への歴史的視座』岩波書店 |
| 56 | 2023年   | 高橋力也                 | 横浜市立大学国際教養学部准教授 | 『国際法を編む：国際連盟の法典化事業と日本』名古屋大学出版会 |
| 57 | 2024年   | 新井京                   | 同志社大学法学部教授           | 『沖縄の引き延ばされた占領：「あめりか世（ゆー）」の法的基盤』有斐閣 |

## 脚註
1. ↑  "奨学金制度と安達峰一郎記念賞."公益財団法人・安達峰一郎記念財団HP. 2024年4月3日閲覧。
2. ↑  全国書誌番号:68000053
3. ↑  ISSN 0918-9858
4. ↑  ISSN 0543-3932
5. ↑  全国書誌番号:72003239
6. ↑  ISSN 0454-1723
7. ↑  ISSN 0386-8745
8. ↑  国立国会図書館書誌ID:72004104
9. ↑  ISSN 0023-2866
10. ↑  ISSN 0022-6815
11. ↑  全国書誌番号:84010229
12. ↑  ISSN 0513-4684
13. ↑  ISSN 0485-1250
14. ↑  ISSN 0286-7281
15. ↑  ISSN 0439-3260
16. ↑  ISSN 0387-2882
17. ↑  ISSN 0912-7208
18. ↑  "書誌詳細."国立国会図書館サーチ.
19. ↑  "安達峰一郎記念賞に同志社大・新井教授."毎日新聞（東京夕刊）2024年10月23日付. 2024年12月16日閲覧。